# Caught in the Act (Commodores)
Caught in the Act è il secondo album in studio del gruppo musicale statunitense Commodores, pubblicato nel 1975.

## Tracce
Side 1
1. Wide Open
2. Slippery When Wet
3. The Bump
4. I'm Ready
5. This Is Your Life

Side 2
1. Let's Do It Right
2. Better Never Than Forever
3. Look What You've Done to Me
4. You Don't Know That I Know
5. Wide Open (Reprise)

## Formazione
- Lionel Richie – voce, sassofono, tastiera
- Thomas McClary – voce, chitarra
- Milan Williams – tastiera
- Ronald LaPread – basso
- William King – tromba
- Walter Orange – batteria, voce, percussioni